# 영문구
영문구는 앨범, 노트 등을 생산하는 대한민국의 문구회사이다. 모기업 계몽사의 부도로  1998년 6월 30일 폐업하였는데 이 회사에 1996년 5월 31일 합병 예정이었으나 같은 해 3월 8일 열린 정기 주주총회에서 계몽사 창업주 김원대 명예회장의 둘째아들이기도 한 이 회사(계몽사) 김춘식 부회장이 반대하는 바람에  좌절됐다.

## 연혁
- 1980년 10월 1일: 회사설립
- 1980년 11월: 유럽 유망업체인 독일 Ouelle사에 수출 개시
- 1981년 10월: 전자동 포켓대지 기계도입
- 1982년 10월: 국내 전문 판매 전문 대리점 체제 구축
- 1984년 12월: 유망중소기업으로 선정(서울신탁은행)
- 1985년 8월: 노트 사업개시(호돌이 노트 및 앨범)
- 1986년 4월: 자동 원박 금박기 자체 설계 개발
- 1986년 12월: 중견 수출업체 지정
- 1988년 11월: 5백만불 수출의 탑 수상
- 1990년 10월: 자착식 양장앨범 대지 연속제조방법(특허등록)
- 1991년 5월: 전자동 자동 표지 대지기계 도입 및 가동
- 1991년 6월: 사무용품 대지 기계 도입 가동
- 1992년 10월: 무선접착 노트 기계도입 및 가동(넛칭제본 방식)
- 1994년 12월: 상자형 앨범(실용실안등록)
- 1995년 5월: 전자동 사무용품 표지 및 대지기계 도입 및 가동
- 1995년 10월: 노트표지의 제조방법(특허등록)
- 1998년 5월 6일: 문구 사업부문을 (주)포커스에 매각
- 1998년 6월 30일: 폐업